# Jacob Barnett
Jacob Barnett (Indianapolis, 26 maggio 1998) è un ragazzo prodigio statunitense.

## Biografia
All'età di due anni gli è stata diagnosticata una sindrome di autismo, di livello da moderato a severo. Non ha frequentato le scuole ordinarie, ma ha studiato in privato con i suoi genitori. All'età di 10 anni è stato ammesso all'Università dell'Indiana, dove si è distinto per le eccezionali capacità di apprendimento.
Nel 2011 ha pubblicato il suo primo articolo scientifico, Origin of maximal symmetry breaking in even PT-symmetric lattices, con contributi originali alla fisica della materia condensata, sulla rivista Physical Review della American Physical Society. Nello stesso anno il Daily Mail ha rivelato che Jacob Barnett sta lavorando su una sua teoria della relatività, alternativa a quella di Einstein.
Nel 2013 sua madre Kristine ha scritto il libro The Spark: a Mother's Story of Nurturing Genius, dove afferma che il ragazzo ha un QI di 170 e si è iscritto all'Intertel e al Mensa. 
All'età di 15 anni è stato ammesso ad un corso di fisica teorica della durata di dieci mesi presso il Perimeter Institute for Theoretical Physics di Waterloo in Ontario, che ha concluso nel 2014. Successivamente è stato accettato come studente di dottorato presso lo stesso Perimeter Institute.